# مان هانت (لعبة فيديو)
مان هانت هانت (بالإنجليزية: Manhunt)‏ هي لعبة فيديو رعب البقاء على قيد الحياة و مطاردة وأكشن من تطوير أستوديو روكستار نورث و من نشر روكستار جيمز. أصدرت للبلاي ستيشن 2 في 18 نوفمبر 2003 لمايكروسوفت ويندوز ولإكس بوكس في 20 أبريل 2004. اللعبة تم إعادة إصدارها من خلال شبكة بلاي ستيشن على بلاي ستيشن 3 وبلاي ستيشن 4 في عام 2013 و 2016 على التوالي. يتجسد اللاعب دور السجين جيمس إيرل كاش المحكوم عليه بالإعدام الذي أضطر إلى المشاركة في سلسلة من أفلام التعذيب من منتج أفلام يدعى ليونيل ستاركويثر بعد أن قام بإختطافه بعد عملية إعدام زائفة.

## روابط خارجية
- مان هانت على موقع IMDb (الإنجليزية)